# العلاقات المولدوفية الهندوراسية
العلاقات المولدوفية الهندوراسية هي العلاقات الثنائية التي تجمع بين مولدوفا وهندوراس.

## مقارنة بين البلدين
هذه مقارنة عامة ومرجعية للدولتين:
| وجه المقارنة                                              | مولدوفا                           | هندوراس          |
| --------------------------------------------------------- | --------------------------------- | ---------------- |
| المساحة (كم2)                                             | 33.85 ألف                         | 112.49 ألف       |
| عدد السكان (نسمة)                                         | 2.55 مليون                        | 9.27 مليون       |
| الكثافة السكانية (ن./كم²)                                 | 75.33                             | 82.41            |
| العاصمة                                                   | كيشيناو                           | تيغوسيغالبا      |
| اللغة الرسمية                                             | اللغة المولدوفية، اللغة الرومانية | اللغة الإسبانية  |
| العملة                                                    | ليو مولدوفي                       | لمبيرة هندوراسية |
| الناتج المحلي الإجمالي (بليون دولار)                      | 8.13 مليار                        | 22.98 مليار      |
| الناتج المحلي الإجمالي (تعادل القوة الشرائية) بليون دولار | 17.94 مليار                       | 41.14 مليار      |
| الناتج المحلي الإجمالي الاسمي للفرد دولار أمريكي          | 3.65 ألف                          | 2.53 ألف         |
| الناتج المحلي الإجمالي للفرد دولار أمريكي                 | 4.98 ألف                          | 4.91 ألف         |
| مؤشر التنمية البشرية                                      | 0.693                             | 0.606            |
| رمز المكالمات الدولي                                      | +373                              | +504             |
| رمز الإنترنت                                              | .md                               | .hn              |
| المنطقة الزمنية                                           | ت ع م+02:00، ت ع م+03:00          | 00               |

## منظمات دولية مشتركة
يشترك البلدان في عضوية مجموعة من المنظمات الدولية، منها:
| علم المنظمة | اسم المنظمة                               | تاريخ انضمام مولدوفا | تاريخ انضمام هندوراس |
| ----------- | ----------------------------------------- | -------------------- | -------------------- |
|             | البنك الدولي للإنشاء والتعمير             | 12 أغسطس 1992        | 27 ديسمبر 1945       |
|             | منظمة التجارة العالمية                    | ?                    | ?                    |
|             | المركز الدولي لتسوية المنازعات الاستشارية | 4 يونيو 2011         | 16 مارس 1989         |
|             | منظمة حظر الأسلحة الكيميائية              | ?                    | ?                    |
|             | الفريق المعني برصد الأرض                  | ?                    | ?                    |
|             | الأمم المتحدة                             | 2 مارس 1992          | 17 ديسمبر 1945       |
|             | منظمة الشرطة الجنائية الدولية             | ?                    | ?                    |
|             | وكالة ضمان الاستثمار متعدد الأطراف        | 9 يونيو 1993         | 30 يونيو 1992        |
|             | يونسكو                                    | 27 مايو 1992         | 16 ديسمبر 1947       |
|             | مؤسسة التنمية الدولية                     | 14 يونيو 1994        | 23 ديسمبر 1960       |
|             | مؤسسة التمويل الدولية                     | 10 مارس 1995         | 20 يوليو 1956        |
|             | الاتحاد البريدي العالمي                   | ?                    | ?                    |
|             | الاتحاد الدولي للاتصالات                  | 20 أكتوبر 1992       | 27 أكتوبر 1925       |

## وصلات خارجية
- موقع وزارة الخارجية المولدوفية
- موقع وزارة الخارجية الهندوراسية